# Fatoumata Baldé
Fatoumata Baldé (sinh ngày 7 tháng 3 năm 1993 tại Kamsar) là một cầu thủ bóng đá người Guinea, người thi đấu cho đội tuyển quốc gia của đất nước của cô.

## Nghề nghiệp
Là con gái của cựu phó chủ tịch Liên đoàn bóng đá Guinean Alpha Tata Baldé, Fatoumata Baldé sinh ra tại thành phố cảng Kamsar của Guinea vào ngày 7 tháng 3 năm 1993, nơi cô thi đấu bóng đá và quần vợt một cách tích cực. Cô bắt đầu sự nghiệp với DH Atlantique, tham gia cùng họ vào đầu mùa giải 2008/2009 và sau đó là Câu lạc bộ bóng đá Rezé ở Pháp. Trong mùa đầu tiên của họ, họ đã giành chiến thắng trong bảng đấu khu vực và cô được mệnh danh là cầu thủ hay nhất trong đội bóng của mình. Vào đầu mùa giải 2010/2011, cô tuyên bố rời khỏi FC Rezé để chơi cho đội đang thi đấu tại giải vô địch Pháp bằng cách đăng ký với ESOF La Roche-sur-Yon.
Fatoumata Baldé xuất hiện vào ngày 5 tháng 9 năm 2010 khi cô vào sân thay thế cho Nathalie Serot trong trận đấu với ASJ Soyaux cho La Roche. Họ đứng ở vị trí cao thứ hai trên bảng xếp hạng.
Mùa hè năm 2012, cô thi đấu với phong độ cá nhân cao và ghi được năm bàn thắng cho La Roche-sur-Yon sau mười trận đấu. Vào mùa hè năm 2013, cô tham gia En Avant de Guingamp.